# Ōchō
Ōchō (japanska: 応長?, Ōchō), 1311–1312, är en period i den japanska tideräkningen. Kejsare var Go-Daigo och shogun Morikuni Shinnō.
Namnet på perioden är hämtat från ett citat ur Tangshu.